# Cosenza Calcio
Cosenza Calcio, zkráceně jen Cosenza, je italský fotbalový klub hrající v sezóně 2024/25 ve 2. italské fotbalové lize sídlící ve městě Cosenza v regionu Kalábrie.
Klub byl založen 18. listopadu roku 1912 jako Società Sportiva Fortitudo. Založili ji jej bývalí vůdci SS Cosentina a schválili statut nového sportovního klubu (cvičící šerm, tanec, běh, cyklistiku, gymnastiku a fotbal).
První soutěžní zápasy klub hraje až v sezoně 1927/28 a to v regionální lize. Na sezonu 1930/31 byl klub přijat do druhé ligy a vydržel v ní 5 sezon. Klub poté hraje ve třetí lize a až do sezony 1981/82 hraje střídavě mezi druhou a čtvrtou ligou. Po sezoně 1981/82 klub končí v likvidaci. Je založen klub nový - Cosenza Calcio a hrají třetí ligu. Klub v sezoně 2002/03 končí v tabulce na předposledním místě. Na další sezonu klub nemá peníze a ohlásila bankrot. V létě roku 2003 je založen klub nový – Associazione Sportiva Cosenza Football Club a hrají pátou ligu. V létě roku 2004 je starý klub Cosenza Calcio znovu přihlášeno do fotbalu. Pátou ligu tak hrají dva kluby z jednoho města (Cosenza Calcio a Associazione Sportiva Cosenza Football Club). To znamená velké problémy mezi fanoušky klubu. Po sezoně 2004/05 klub Cosenza Calcio končí nadobro a původní klub Associazione Sportiva Cosenza Football Club se mění na Associazione Sportiva Cosenza Calcio.
Po sezoně 2006/07 klub končí a nezaregistruje se do žádné soutěže. Na sezonu 2007/08 je založen nový klub - Fortitudo Cosenza. Dne 30. května 2008 klub koupil starou značku a historii klubu Cosenza Calcio. Klub si vedl špatně s financemi a tak fotbalová federace rozhodla vyškrtnout klub ze všech lig. V létě roku 2011 je založen klub nový - Nuova Cosenza Calcio a hrají pátou ligu.
Nejvyšší soutěž klub nikdy nehrál. Největším úspěchem je hraní ve druhé lize kterou hrál celkem ve 25 sezonách. Nejlepší umístění je 5. místo v sezoně 1991/92.

## Změny názvu klubu
- 1912/13 – 1925/26 – SS Fortitudo (Società Sportiva Fortitudo)
- 1926/27 – 1927/28 – Cosenza FBC (Cosenza Foot-Ball Club)
- 1928/29 – DS Cosenza (Dopolavoro Sportivo Cosenza)
- 1929/30 – 1932/33 – Cosenza SC (Cosenza Sport Club)
- 1933/34 – 1980/81 – AS Cosenza (Associazione Sportiva Cosenza)
- 1981/82 – 2002/03 – Cosenza Calcio (Cosenza Calcio)
- 2003/04 – AS Cosenza FC (Associazione Sportiva Cosenza Football Club)
- 2004/05 – Cosenza Calcio 1914 (Cosenza Calcio 1914)
- 2005/06 – 2006/07 – AS Cosenza Calcio (Associazione Sportiva Cosenza Calcio)
- 2006/07 – Fortitudo Cosenza (Fortitudo Cosenza)
- 2007/08 – 2010/11 – Cosenza Calcio 1914 (Cosenza Calcio 1914)
- 2010/11 – 2013/14 – Nuova Cosenza Calcio (Nuova Cosenza Calcio)
- 2014/15 – Cosenza Calcio (Cosenza Calcio)

## Získané trofeje

### Vyhrané domácí soutěže
- 3. italská liga (2×)

1960/61, 1987/88, 1997/98
- 4. italská liga (4×)

1957/58, 1974/75, 1979/80, 2008/09

## Účast v ligách
| Úroveň soutěže | Název soutěže (nynější název) | První hraná sezona | Poslední hraná sezona | celkem odehraných sezon |
| -------------- | ----------------------------- | ------------------ | --------------------- | ----------------------- |
| 2              | Serie B                       | 1946/47            | 2024/25               | 26                      |
| 3              | Serie C                       | 1930/31            | 2017/18               | 47                      |
| 4              | Serie D                       | 1929/30            | 2013/14               | 14                      |
| 5              | Eccellenza                    | 2003/04            | 2012/13               | 7                       |

## Fotbalisté

### Historické statistiky
| Počet utkání | Počet utkání          | Počet utkání |  | Počet branek | Počet branek     | Počet branek |
| Pořadí       | Jméno                 | Počet        |  | Pořadí       | Jméno            | Počet        |
| 1.           | Gigi Marulla          | 330          |  | 1.           | Gigi Marulla     | 91           |
| 2.           | Angelo Corsi          | 265          |  | 2.           | Manolo Mosciaro  | 61           |
| 3.           | Luigi De Rosa         | 260          |  | 3.           | Agide Lenzi      | 59           |
| 4.           | Francesco Del Morgine | 258          |  | 4.           | Renato Campanini | 55           |
| 5.           | Francesco Marino      | 251          |  | 5.           | Mario Uxa        | 49           |

### Rekordní přestupy
| Nákup  | Nákup            | Nákup     | Nákup        | Nákup           |  | Prodej | Prodej         | Prodej    | Prodej    | Prodej          |
| Pořadí | Jméno            | sezona    | klub         | částka          |  | Pořadí | Jméno          | sezona    | klub      | částka          |
| 1.     | Andrea Hristov   | 2021/2022 | Slavia Sofia | 0,6 mil. Euro   |  | 1.     | Domenico Danti | 2010/2011 | Siena     | 0,960 mil. Euro |
| 2.     | Gianluca Litteri | 2018/2019 | Benátky      | 0,280 mil. Euro |  | 2.     | Stefano Fiore  | 1994/1995 | Parma     | 0,750 mil. Euro |
| 3.     |                  |           |              |                 |  | 3.     | Jaime Báez     | 2020/2021 | Cremonese | 0,7 mil. Euro   |

## Na velkých turnajích

### Účastník Olympijských her
- Cristiano Lucarelli (OH 1996)

## Česká stopa
- Pavel Srniček – (2003)